# Antonio Sessa
Antonio Sessa (Trieste, 18 gennaio 1924 – Trieste, 3 giugno 2017) è stato un calciatore italiano.
Fu attivo fra l'inizio degli anni '40 e la metà del decennio successivo, in particolare nella Triestina, con la cui maglia prese parte a sei campionati di Serie A.